# Hermann Winterling
Hermann Gustav Winterling (* 26. März 1906 in Rehau; † 11. August 2008) war ein deutscher Unternehmer.

## Werdegang
Winterling wurde als Sohn des Viehhändlers Eduard Winterling und Katharina, geb. Wölfel, geboren. Der Großvater Georg Adam Winterling erwarb 1903 die Porzellanfabrik Drechsel & Strobel in Marktleuthen, die sein Sohn Heinrich Winterling leitete. 1906 wurde ein weiterer Standort begründet, die Gebr. Winterling OHG in Röslau. Nach und nach wurden alle Geschwister in das Familienunternehmen eingebunden. 1907 wechselte auch Eduard in die Porzellanherstellung nach Röslau.
Hermann Winterling studierte nach dem Abitur von 1925 bis 1929 Volkswirtschaft an der Universität München. Anschließend trat er in die Porzellanfabrik seines Onkels ein, Heinrich Winterling in Marktleuthen. Mit dessen Tod 1930 erhielt er Einzelprokura und war bis 1946 in der Marktleuthener Fabrik tätig. 1936 wurde er auch Gesellschafter des Tochterunternehmens Oscar Schaller & Co. Nachf. in Schwarzenbach an der Saale, 1939 übernahm er die kaufmännische Direktion in Röslau. Neben der unternehmerischen Tätigkeit promovierte Hermann Winterling an der Universität München 1948 zum Thema „Die betriebswirtschaftliche Verfassung der bayerischen Geschirrporzellanindustrie“. 1949 übernahm er die Geschäftsführung am Standort Windischeschenbach (mit der Marke „Eschenbach“), ab 1957 betreute er auch das Werk in Kirchenlamitz. Schließlich leitete er ab 1969 den sechsten Standort der Winterling-Gruppe, die Porzellanfabrik Bruchmühlbach („Rheinpfalz Hartporzellan“).
Nach dem Tod seines Onkels Ferdinand Winterling 1967 rückte Hermann Winterling an die Spitze des Familienunternehmens. 1983/84 legte er die Leitung der verschiedenen Standorte nieder, blieb jedoch bis 1988 in Röslau und den Schaller-Werken beratend aktiv.
Die berufsständischen Interessen vertrat er als Präsident der Arbeitsgemeinschaft Keramische Industrie sowie als Vizepräsident der Industrie- und Handelskammer Bayreuth. Außerdem war er Präsidiumsmitglied des Bundesverbands der Deutschen Industrie.
Hermann Winterling senior war seit 1937 mit Anneliese, geb. Hopfmüller, verheiratet. Das Paar bekam eine Tochter und einen Sohn: Der Aktienrechtler Hermann Winterling junior trat die Nachfolge als Vorstandsvorsitzender der Aktiengesellschaft an. Das Unternehmen war zu dieser Zeit durch Zukäufe zum viertgrößten Porzellanhersteller Deutschlands aufgestiegen, bevor es im September 1999 Insolvenz anmelden musste.

## Ehrungen
- 1976: Großes Verdienstkreuz der Bundesrepublik Deutschland
- Ehrenpräsident der Arbeitsgemeinschaft Keramische Industrie
- Bayerischer Verdienstorden
- 1986: Ehrenbürger von Kirchenlamitz